# Lichter der Stadt (Album)
Lichter der Stadt ist das siebte Studioalbum der deutschen Rockband Unheilig. Es erschien am 16. März 2012. Bereits drei Tage nach dem Verkaufsstart hatte das Album mit mehr als 100.000 verkauften Kopien Goldstatus erreicht. Es konnte sich bis heute 1 Million Mal verkaufen.

## Titelliste
| #   | Titel                                 | Länge |
| --- | ------------------------------------- | ----- |
| 1.  | Das Licht (Intro)                     | 3:36  |
| 2.  | Herzwerk                              | 3:33  |
| 3.  | So wie du warst                       | 3:50  |
| 4.  | Tage wie Gold                         | 3:34  |
| 5.  | Wie wir waren (feat. Andreas Bourani) | 3:40  |
| 6.  | Unsterblich                           | 3:59  |
| 7.  | Feuerland                             | 3:42  |
| 8.  | Lichter der Stadt                     | 4:15  |
| 9.  | Ein guter Weg                         | 3:53  |
| 10. | Ein großes Leben                      | 3:34  |
| 11. | Brenne auf                            | 3:48  |
| 12. | Zeitreise (feat. Xavier Naidoo)       | 4:00  |
| 13. | Das Leben ist schön                   | 3:42  |
| 14. | Eisenmann                             | 4:21  |
| 15. | Vergessen                             | 4:14  |
| 16. | Die Stadt                             | 6:02  |

## Singles
| Jahr | Titel Album                                   | Höchstplatzierung, Gesamtwochen, AuszeichnungChartplatzierungen (Jahr, Titel, Album, Platzierungen, Wochen, Auszeichnungen, Anmerkungen) | Höchstplatzierung, Gesamtwochen, AuszeichnungChartplatzierungen (Jahr, Titel, Album, Platzierungen, Wochen, Auszeichnungen, Anmerkungen) | Höchstplatzierung, Gesamtwochen, AuszeichnungChartplatzierungen (Jahr, Titel, Album, Platzierungen, Wochen, Auszeichnungen, Anmerkungen) | Anmerkungen                                                   |
| Jahr | Titel Album                                   | DE | AT | CH | Anmerkungen                                                   |
| ---- | --------------------------------------------- | --- | --- | --- | ------------------------------------------------------------- |
| 2012 | So wie du warst Lichter der Stadt             | DE2 Gold · (17 Wo.)DE | AT14 (14 Wo.)AT | CH18 (10 Wo.)CH | Erstveröffentlichung: 24. Februar 2012 Verkäufe: + 150.000    |
| 2012 | Lichter der Stadt                             | DE31 (15 Wo.)DE | — | — | Erstveröffentlichung: 16. März 2012                           |
| 2012 | Wie wir waren Lichter der Stadt               | DE32 (8 Wo.)DE | AT60 (1 Wo.)AT | — | Erstveröffentlichung: 31. August 2012 (feat. Andreas Bourani) |
| 2012 | Stark 2012 Lichter der Stadt – Winter Edition | DE23 (5 Wo.)DE | AT60 (1 Wo.)AT | CH49 (10 Wo.)CH | Erstveröffentlichung: 16. November 2012                       |

## Kritiken
Georg Howahl, der das Album für die Zeitung Der Westen beurteilte, fand keine lobenden Worte: „Das neue Album nach dem Erfolg von ‚Große Freiheit‘ ist ganz ähnlich gestrickt. Es ist eine große Ladung von klebrigem Akustik-Pathos, gelegentlich versetzt mit Rammstein-Gitarren, und mündet am Ende in Trauerarbeit zum Mitschunkeln.“ Die Passauer Neue Presse urteilte: „In der Summe hat der Graf ein bisschen arg tief in die Pop-Schlager-Kitsch-Schublade gegriffen, etwa in Form von Synthesizer-Konserven-Streichern. Alles fließt, geht runter wie Öl, bleibt so aber kaum haften.“ Sebastian Leber vom Berliner Tagesspiegel mochte die Musik, fand aber ebenfalls die Texte mangelhaft: „Die 16 neuen Songs sind hochdosierte Antidepressiva, oft mitreißend und immer direkt zugänglich. Die Texte bewegen sich allerdings auf kitschigem Poesialbumsniveau.“ Stefan Frühauf von dark-festivals.de beklagte den weicheren Stil von Lichter der Stadt im Vergleich zu früheren Alben und legte es „Freunden von niveauvollem, deutschem Schlager“ nahe. Auch Kevin Holtmann von plattentests.de kritisierte Lichter der Stadt stark.